# 庶妃纳喇氏 (清太宗)
庶妃纳喇氏（17世纪?—1654年），英格布之女。清朝太宗皇太极的小福晉（buya fujin:179) ，后世文献称庶妃。生两女一子。

## 生平
天聪八年或之前，纳喇氏就已成为清太宗皇太极的后宫。天聪九年（1635年）十月二十一日辰時，她生下自己的第一个孩子，即皇十女县君，該女嫁一等公辉塞。崇德二年（1637年）二月十六日辰時，生皇六子镇国悫厚公高塞。崇德三年（1638年）七月初七日子時，生皇十三女，該女嫁瓜爾佳氏拉哈。
由于皇太极时代，妃嫔册封尚未制度化，故纳喇氏无封号，相关文献称她为庶妃。逝世时的祭文中，稱她為小福晉（穆麟德轉寫：buya fujin:179)。在祭文內，她被評價為一個在內廷謹慎小心、忠勤敦厚的女子。
清兵入关，皇室移居北京后。納喇氏居住在明代中后期已在紫禁城外东路仁寿殿区域内出現的景福宫區域。根據《清内务府京城全图》的描繪，景福宫以北是三座规格比寿康宫区域寿三宫還高的宫院，分别标称为“西宫”、“中宫”和“东宫”，小福晉納喇氏應在此處居住。
順治十年（1653年）六月二十六日，順治帝為昭聖皇太后而興建的慈寧宮宮院建成，同年閏六月十二日，昭聖皇太后率領懿靖大貴妃和康惠淑妃等尚在生的皇太極妃嬪移居此處。
順治十一年（1654年）七月，納喇氏已逝世。当时，順治帝賜祭文紙張羊酒等物，並且命內弘文院繕擬的祭文送到禮部謄抄於黃紙。七月二十三日，順治帝欽派禮部右侍郎渥赫等捧祭文赴塋所，諭祭輔國公高塞母之靈曰：「爾為皇考之小福晉，忧勤年久。于內廷謹慎小心，忠勤敦厚，尤為可嘉。正欲安生長壽，不料溘逝，故特頒祭葬，以示憐恤。爾若有知，尚克㰴享。」出席官員跪奠三爵，每奠一叩。
清昭陵陪葬的贵妃园寝中，共葬有皇太极十一位嫔御。墓主身份多有缺失。当代研究者推测，她或安葬于此处:179，183。

## 引用資料
1. 1 2 3 4  王冕森. . . 中国·上海市: 上海社会科学院出版社. 2022. ISBN 9787552038200 （简体中文）.
2. 1 2 3  《清初内国史院满文档案译编》：是日，上賜祭文紙張羊酒等物，遣官諭祭輔國公高塞之母。內弘文院繕擬祭文，送禮部謄抄於黃紙，於七月二十三日遣侍郎渥赫等捧祭文赴茔所。祭文在前，部員隨後，一並至茔所。高塞公跪迎於門外，然後隨入，捧祭文入門，陳東紅毡案上，金銀楮幣摞于燎位，供案就緒。遣官正中跪，諸官隨跪。由禮部員外郎薩木哈立讀祭文曰：維順治十一年七月二十三日，皇帝欽派禮部侍郎渥赫等。諭祭輔國公高塞母之靈曰，爾為皇考之小福晉，忧勤年久。于內廷謹慎小心，忠勤敦厚，尤為可嘉。正欲安生長壽，不料溘逝，故特頒祭葬，以示憐恤。爾若有知，尚克㰴享。讀畢，遣官跪奠三爵，每奠一叩，諸官隨禮。畢，捧祭文置燎位，與禇幣一並焚之。禮部官員等返回時，高塞公於跪迎處望闕謝恩，三跪九叩。
3. 1 2 3  1938年版《爱新觉罗宗谱·星源集庆》（页二七）庶妃 纳喇氏 英格布之女[……]（页二九）第六子 奉恩镇国悫厚公高塞 崇德二年丁丑二月十六日生 母庶妃纳喇氏 英格布之女[……]（页三二）第十女 县君 天聪九年乙亥十月二十一日辰时生  母庶妃纳喇氏 英格布之女[……]第十三女 崇德三年戊寅七月初七日子时生 母庶妃纳喇氏 英格布之女[……]